# 舊金山休閒及公園處
舊金山休閒及公園處（英語：San Francisco Recreation & Parks Department）是負責管理和維護美國舊金山市所有市立公園和休閒設施以及帕西菲卡的夏普公園高爾夫球場和圖奧勒米縣馬瑟營的城市機構。舊金山休閒及公園處管理179個遊樂場、82個娛樂中心和俱樂部、9個游泳池、5個高爾夫球場、151個網球場、72個籃球場、59個足球場、眾多棒球場和其他體育場館。

## 歷史
1871年，舊金山市政府官員響應居民對大型公園的需求，成立了公園委員會來監督金門公園的開發。隨著舊金山多年來的發展，城市各處都增加了公園和設施。另外，該市在娛樂委員會的指導下經營遊樂場、運動場和娛樂設施。1950年，公園委員會與娛樂委員會兩個委員會合併，舊金山休閒及公園處正式成立。